# Szádvárért Baráti Kör
A Szádvárért Baráti Kör önkéntesekből álló civil szervezet, melyet egy internetes fórumon szerveződő csoport hozott létre azzal a céllal, hogy a Borsod-Abaúj-Zemplén vármegyei Szögligettől északra emelkedő Szádvár romjait megóvják, a szinte elfeledett és századok óta pusztuló középkori várat és a környező térséget népszerűsítsék. A tagok és a hozzájuk csatlakozó önkéntesek évente többször találkoznak, hogy a vár területét megtisztítsák a növényzettől, a szétszórtan heverő építőköveket összegyűjtsék és bejárhatóvá tegyék az erősség teljes területét az oda látogatók számára. Hosszútávú célja, hogy ligetes romkert kialakításával minél közérthetőbben bemutathatóvá tegye a mai Magyarország legnagyobb területű hegyi várának megmaradt romjait.
Az egyesület önkéntesek bevonásával segíti a vár régészeti kutatását, feltárását, illetve a leletek bemutatását. Ezen felül hazai és nemzetközi adományok és pályázati források bevonásával állagmegóvási munkákat végez a vár állapotának fenntartására, lehetőség szerinti javítására. Kiadványokon és online felületeken keresztül támogatja és katalizálja a vár történetével kapcsolatos tudományos, kutatási és művészeti tevékenységet.
Az egyesület szoros kapcsolatot tart fenn több intézménnyel és szakmai szervezettel, elsősorban Szögliget Önkormányzatával, a miskolci Herman Ottó Múzeummal, az Aggteleki Nemzeti Parkkal, az Északerdő Zrt. -vel és számos civil egyesülettel. Határon átnyúló kezdeményezésként a Szlovákia területén álló tornai vár megmentéséért tevékenykedő egyesülettel, a Castrum Thorna Polgári Társulással is együttműködik. A közhasznú szervezet munkáját több díjjal ismerték el.

## Tevékenység

### Rendezvények
Az egyesület 2006 októbere óta folyamatosan, évente három eseményt szervez a vár területén. A rendezvényekhez bárki csatlakozhat, a jelentkezők részére szögligeti vendégházakban vagy a Szalamandra házban szállást foglalnak, illetve napi kétszeri étkezést szerveznek. Az önkéntesek költségeit az egyesület lehetőségeihez mérten igyekszik támogatni.
A hagyományos rendezvények időpontja:
- tavaszi Vármentő Napok (március 15-e körül).
- nyári Vármentő Hét (augusztus elején).
- őszi Vármentő Napok (október 23-a körül).

Az események időpontját behatárolják a Nemzeti park területén végezhető tevékenységek, a várban folyó munka nem zavarhatja meg pl. a madarak költését, vagy épp a szarvasbőgést. Az egyesület a rendezvényeket megelőzően minden munkával kapcsolatban beszerzi a szükséges engedélyeket az illetékes hatóságoktól és az érintett intézményektől.

#### Vármentő Napok – A vár megtisztítása
Kétnapos esemény, melyet az egyesület a nemzeti ünnepek jóvoltából adódó hosszú hétvégére időzít, hogy a munkák után maradjon egy pihenőnap és a jelentkezőknek lehetőleg ne kelljen szabadságuk terhére végezni az önkéntes munkát. A rendezvény célja a vár területének megtisztítása az újra meg újra elburjánzó növényzettől és a látogatók által otthagyott szeméttől. Az önkéntesek ezen kívül összegyűjtik a vár egykori falait alkotó, mára leomlott és szétgurult köveket, mellyel előkészítik az alapanyagot a későbbi állagmegóvásra.
A Vármentő Napok jó hangulatú, kb. 20-30 embert vonzó események. Munka közben barátságok születnek, a várban esetenként szalonnát, lángost sütnek és Szádvár Szakácsa elkészíti az ún. "Szádvári kelgyót" is.

#### Vármentő Hét – Régészeti Hét
A régészeti hét egy 5-6 napos esemény, melyen általában 50-60 önkéntes segíti munkájával a vár régészeti kutatását, a miskolci Herman Ottó Múzeum szakmai irányítása alatt. Az érdeklődők bekapcsolódhatnak a vár újabb és újabb titkainak megismerésébe, a föld alatt rejtőző titkok felkutatásába.
A leletekben sokszor igen gazdag omladék kitermelése komoly fizikai munka, de egyes tevékenységek, pl. a meddő rostálása akár kisgyermekek által is végezhető, igen izgalmas feladat. Emiatt ez a rendezvény akár családok számára is alkalmat kínál az aktív pihenésre, de a mindenkiben ott szunnyadó (régész) kíváncsiságtól vezérelve általában minden korosztály képviselteti magát. A főiskolai / egyetemi régészhallgatók szakmai gyakorlatként, míg a középiskolások számára a kötelező közösségi munkaként is igazolható az itt végzett tevékenység.
A Vármentő Héten nemcsak az izmokat mozgatjuk meg: esténként régészeti, történelmi témájú vagy műemlékekkel kapcsolatos előadásokat hallgathatunk meg, melyekre neves előadókat kérnek fel.

##### Leletek elhelyezése
Már a Külső vár feltárásakor kiderült, hogy Szádvár igen gazdag régészeti leletekben. A feltárások során naponta akár több zsák is megtelik a különféle tárgyakkal, többek között fémleletek, különböző korokból származó kerámiák, csont maradványok, faragott kövek kerülnek elő. A leleteket a Herman Ottó Múzeum folyamatosan gyűjti és tárolja, a fontosabb és látványosabb darabok restaurálás után Szögliget területén lesznek megtekinthetők.
A leletek egy kis részét jelenleg a szögligeti házasságkötő teremben található vitrinekben lehet megtekinteni. A kulcsot az Önkormányzat irodájában, illetve a tájházban kell elkérni.

#### Szádvári Ostromnap
Az évente szervezett eseményeken túl az egyesület 2017. március 12-én, a XXII. Vármentő Napok keretében rendezte meg az ún. Ostromnapot, mellyel a vár egyetlen ismert ostromának 450. évfordulójáról emlékeztek meg.
A Habsburg-párti Schwendi Lázár kassai főkapitány 1567 január elején ostrom alá vette az erdélyiek mellé állt Bebek György főúr birtokában álló Szádvárt. Távollétében felesége, Patócsy Zsófia a várvédők élére állt, és 4 napi erős ágyúzás mellett is hősiesen kitartott az osztrák császári csapatok ellenében. Ám végül a vár személyzete és katonái sértetlen elvonulása fejében kénytelen volt feladni a súlyosan sérült erősséget.
A programot számos egyesület, szervezet, művészegyüttes fellépése tette színessé: a Hollóének Hungarica Régizene Együttes, Szent Orbán Borlovagrend, Szádvári Ordasok Íjászegyesület, Északi Szabad Hajdúk, Diósgyőri Íjász- és Hagyományőrző Egyesület műsorát élvezhették a látogatók.

#### Castrum Bene vándorgyűlés 2014
2014. május 2-4. között a Castrum Bene Egyesület éves vándorgyűlését Szögliget községben tartotta meg, Szögliget Önkormányzatának meghívására, és a Szádvárért Baráti Körrel közös szervezésben. A kiemelkedően sikeres rendezvénynek több mint száz résztvevője volt, a régész, történész és műemlékes szakma képviselőin felül érdeklődők, egyetemi hallgatók is ellátogattak Szádvár környékére.

### Felmérés

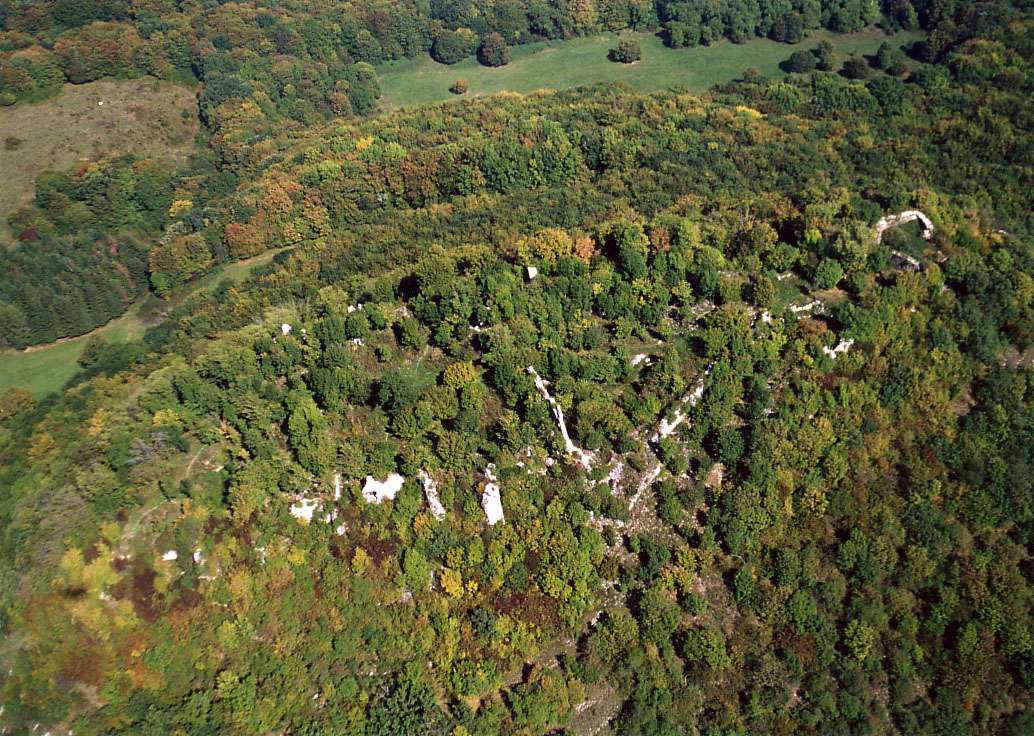
Szögliget – Szádvár romjai bozóttal benőve

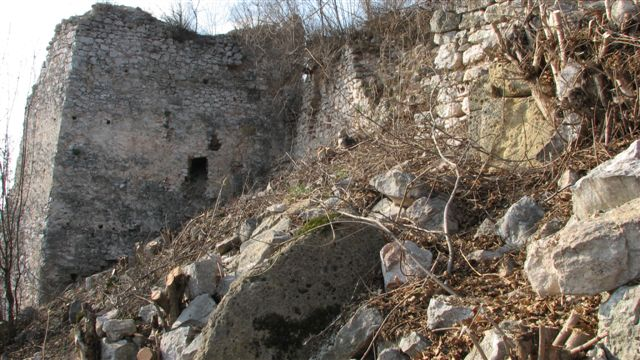
Szádvár belsővár déli várfala a 2007-es bozótirtás után

Az egyesület felkérésére a vár területéről többször készült geodéziai ill. egyéb térinformatikai felmérés.
A vár első geodéziai felmérése, melyet az egyesület kezdeményezett, 2006-2007. telén történt. Ekkor a BME részéről Takács Bence, míg régészeti részről Szörényi Gábor és Halász Ágoston, építészeti szempontból Fülöpp Róbert koordinálta a munkákat. 

2015 tavaszán a miskolci Herman Ottó Múzeum saját költségén végzett egy 2 hetes mikrodomborzati felmérést a belső vár és a középső vár egyes helyein. Ennek eredményeit beépítették a ma is ismert alaprajzokba.

2018 tavaszán a Nemzeti Várprogram kapcsán került sor a vár és környezetének térszkennelésére, melyet a generáltervező Közti Zrt, megbízásából Bényi László (Hungeod Kft.) és Takács Bence (BME) végzett el, a munkát Kelemen Bálint koordinálta. A pontfelhő mellett készítettek egy alapgeodéziai felmérést is. A pontfelhőt Kelemen Bálint (Közti Zrt.) dolgozta fel felmérési rajzzá: helyszínrajz, alaprajz, illetve a beavatkozással érintett objektumokról nézet és metszet is készült.

### Állagmegóvás
Szádvár 2006 -ban az erdővel, bozóttal erősen benőtt hegytetőn szinte láthatatlanul, viszonylagos nyugalomban állt. A több mint 300 éve folyamatosan pusztuló, helyenként látható falai mellett a föld rengeteg középkori épület maradványait rejti, egyes részei mégis több méter magasan emelkednek az omladék fölé. Alapterülete kb. 1 hektár, falainak ismert hossza mintegy 1 km. Hivatalosan ma is erdő besorolású terület. Korábbi kutatása nem történt, közelsége a trianoni határhoz megpecsételte sorsát, nehezen megközelíthető, lezárt területen feküdt.
A szinte elfeledett műemlék falainak konzerválást a Szádvárért Baráti Kör 2008-ban kezdte meg. A korlátozottan rendelkezésre álló források miatt lépésről lépésre haladva, az egyes épületek és falszakaszok állapota alapján elsősorban életveszély elhárítás és az erősen pusztuló, magasan álló falak megerősítése, további romlásuknak megakadályozása volt a cél.
| Év        | Épület / falszakasz                                                        | Állagmegóvás részletei                                                            | Tervező        |
| --------- | -------------------------------------------------------------------------- | --------------------------------------------------------------------------------- | -------------- |
| 2008      | Lisztes bástya                                                             | Falkorona megerősítése és a lőrések konzerválása                                  | Fülöpp Róbert  |
| 2009      | Külső vár déli fala                                                        | Falkorona megerősítése és a lőrések konzerválása                                  | Fülöpp Róbert  |
| 2010      | Porkoláb fal                                                               | A magasan álló falszakasz konzerválása, megerősítése                              | Klein György   |
| 2011      | Külső vár északi fala                                                      | Falkorona megerősítése és a lőrések konzerválása                                  | Klein György   |
| 2012      | Belső vár déli falszakasz árnyékszékkel                                    | Falkorona megerősítése, árnyékszék ajtókeretének és alsó falának megmutatása      | Klein György   |
| 2013-2014 | Csonka bástya (...)                                                        | Omladék kitisztítása, falkorona megerősítése, védőtető építése                    | Kelemen Bálint |
| 2016      | Lakatos bástya falának keleti oldala                                       | Fal konzerválása, falkorona megerősítése, ácsolt szerkezetek helyének megmutatása | Kelemen Bálint |
| 2016      | Belső vár kaputornya, a nyugati oldal északi falcsonkja                    | A fal konzerválása és a kihullott kváderkövek pótlása, boltozott átjáró védelme   | Kelemen Bálint |
| 2018      | Belső vár északi fala (a Konyha melletti bástya és a Csonka bástya között) | Fal alapozása, falkorona megerősítése                                             | Kelemen Bálint |

Az eddigi kutatások és állagmegóvások a falaknak csak kb. 15%-át érintették.

#### Pályázatok, források bevonása
Szádvár a legnagyobb területi hegyi vár a mai Magyarország területén. Teljes régészeti feltárása milliárdos nagyságrendű költséggel járna, de a kiásott falakat még konzerválni is kellene, hiszen nem védi őket a talaj az időjárás hatásaitól. A teljes állagmegóvásra vonatkozóan még becslés sem készült. A Szádvárért Baráti Kör közhasznú civil egyesület, lehetőségeihez mérten minden törvényes eszközzel igyekszik forrásokat találni a vár megóvására és a rendezvények lebonyolítására, az önkéntesek költségeinek csökkentésére.
A legfontosabb rendelkezésre álló források:
- A Nemzeti Kulturális Alap (NKA) műemlékek megóvására, életveszély elhárításra kiírt pályázatai.
- Rendelkezések a személyi jövedelemadó 1%-áról az egyesület részére.[6]
- Külföldről érkező adományok a Global Giving portálon.[7]

#### Szádvár a Nemzeti Várprogramban
Az egyesület és az önkéntesek önzetlen munkájának egyik kézzelfogható eredménye volt, amikor Szádvár a Magyar Kormány által meghirdetett Nemzeti Kastély- és Várprogram része lett. A várprogram által érintett legfontosabb részek és az ott tervezett fejlesztések a következők:
- Az Alsó vár szinte teljes állagmegóvása és a gyilokjáró részleges helyreállítása, az ott 2018-ban felfedezett keleti bejárat kiépítése
- Esőbeálló kialakítása a gyilokjáró alatt
- Biztonságos útvonal a felső várba a csiga nyomvonalán kiépített lépcsőn keresztül
- Biztonságos útvonal kiépítése a felső várban a külső vártól a vár nyugati végéig
- Kilátópontok kiépítése a Német bástyán (keleti oldal), a Csonka bástyán (északi oldal) és a Nyugati toronynál
- Kőtár kiépítése a Sybilla-pince mellett

A fejlesztések kivitelezése várhatóan 2019-ben kezdődik meg.

### Kiadványok
A Szádvárért Baráti Kör felkérésére Kőnig Frigyes Munkácsy Mihály-díjas festő- és grafikusművész 12 db Szádvárral kapcsolatos rekonstrukciós elképzelést vetett papírra, amelyek egy 20 oldalas kiadványban jelentek meg.
2016 -ban az egyesület 10. születésnapja alkalmából készült egy kis méretű színes kiadvány, melyben addigi tevékenységéről, jövőbeli terveiről számolt be.

### Média megjelenések
A Szádvárért Baráti Kör egyik fő feladata Szádvár népszerűsítése és minél szélesebb körben való megismertetése, szakmai és közéleti szinten egyaránt. Ezért a média különböző felületein, illetve közösségi médiában is aktív szereplő.

## A helyszín
Szádvár romjai Északkelet-Magyarországon, az országhatárhoz közel, Szögliget község határában, az Aggteleki Nemzeti Park területén található 460 méter magas várhegy tetején emelkednek a falu fölé. A felső várból csodálatos kilátásban gyönyörködhetünk, rálátunk az Aggteleki-karszt sűrű erdővel borított hegyeire, Szögligetre és a ma már lakatlan, hányatott sorsú Derenk falu maradványaira. Tiszta időben jól látszanak a Kassai vasmű építményei és a Magas-Tátra. Az alsó vár, mely Szádvár különleges középkori felvonószerkezetének, a "csigának" az alsó állomása volt, mintegy 70 m-el alacsonyabban, az ún. Várkert mellett, a hegy északkeleti oldalában található. Ma is magasan álló falai lenyűgöző látványt nyújtanak.

### Megközelítés
Autóval: Budapest felől az M3 autópályán Miskolcig, majd az M30-as autópályán menve, északnak fordulva a 26-os főúton Sajószentpéterig, majd a 27-es főúton haladva juthatunk el Szögligetig. A falut északi irányba elhagyva, attól mintegy 2 kilométer távolságra található a Szalamandra-ház, ahonnan gépjárművel nem haladhatunk tovább. A turistaszállónál található pihenőhelynél lehet leparkolni, majd gyalogszerrel folytathatjuk utunkat – a piros turistajelzést követve – egészen a 460 méter magasan fekvő várig, ami megközelítőleg 45-50 percet vesz igénybe.
Vasúton: A Miskolc–Tornanádaska vasútvonal Jósvafő-Aggtelek vasútállomása esik legközelebb Szögligethez, amely 2 kilométer távolságra található a falutól. Innen busszal juthatunk a faluba.
Autóbusszal: a legközelebbi megállók a Szögliget, autóbusz-forduló, illetve a Szögligeti elágazás.

## Történet
A baráti kör megalakulása
A Szádvárért Baráti Kör létrejötte 2006 októberére tehető, amikor az egymást addig nem ismerő, csak az egyik internetes fórumon beszélgető lelkes várbarátok először találkoztak az általuk kiválasztott, megmentésre ítélt vár romjainál. A várakkal foglalkozó fórum néhány tagja részéről már korábban felmerült a "vármentés" igénye, s választásuk a rég elfeledett, növényzet által beborított, szinte megközelíthetetlen Szádvárra esett. Az alapító tagok az ország különböző részeiről érkeztek Szögligetre, s elhatározták, időt és energiát nem kímélve évente többször is találkoznak a vár rendbetétele céljából.

## Díjak, elismerések
Az egyesület munkásságát több alkalommal is elismerték állami intézmények illetve műemlékvédelemmel, építészettel foglalkozó szakmai szervezetek:
| Év   | Szervezet                                                                                       | Díj megnevezése             |
| ---- | ----------------------------------------------------------------------------------------------- | --------------------------- |
| 2009 | Város- és faluvédők szövetsége, Hungaria Nostra                                                 | Podmaniczky-díj             |
| 2010 | Kós Károly-díj bizottság előterjesztése alapján a földművelésügyi és vidékfejlesztési miniszter | Kós Károly-díj              |
| 2013 | Állami kitüntetés, Magyarország belügyminisztere                                                | Forster Gyula-díj           |
| 2016 | Szögliget Önkormányzata                                                                         | "Szögligetért" Emlékplakett |